# Karl von Liel
Karl Friedrich Liel, seit 1840 von Liel, (* 10. Mai 1799 in Koblenz; † 7. August 1863 in Badenweiler) war ein bayerischer Generalmajor, ab 1850 Militärbevollmächtigter bei der Bundesmilitärkommission und 1863 für wenige Monate Kriegsminister.

## Leben

### Herkunft
Die Familie Liel stammte ursprünglich aus Bernkastel. Sein Vater Johann Philipp Liel war kurtrierer Justizsenatsdirektor und Geheimrat in Koblenz, seine Mutter Katharina Johanna eine geborene Freiin von Kleudgen. Sie war die Tochter des Kanzlers des Deutschen Ordens und späteren Wirklichen Geheimen Rates Jakob Joseph Freiherr von Kleudgen.

### Militärkarriere
Auf Wunsch des Vaters trat Liel in das Kadettenkorps in München ein, das er mit Auszeichnung abschloss. Im Juni 1821 wurde er als Kondukteur in das Geniekorps der Bayerischen Armee aufgenommen und Mitte Oktober 1822 zum Unterleutnant bei der Artillerie befördert – einer Waffengattung, der er zeitlebens verbunden blieb. Zwei Jahre später erfolgte seine Versetzung in das 2. Artillerie-Regiment, wo er am 1. Januar 1832 zum Oberleutnant aufstieg. Zum 11. Februar 1839 erfolgte seine Versetzung zum Generalquartiermeisterstab und am 25. Juni 1839 die Beförderung zum Hauptmann.
Liel konnte 1839 die bestehende Festungsartillerie mit einer von ihm verbesserten Lafette vereinheitlichen. Diese Lielsche Lafette wurde zuerst in der Festung Germersheim eingesetzt und umfassend erprobt. Die Versuche verliefen so erfolgreich, dass König Ludwig I. 1843 befahl, die Lafette unter dem Namen „Germersheimer Festungslafette“ in allen bayerischen Festungen einzuführen. Bayern erwirkte auch die Festungsartillerie der Bundesfestungen Ulm und Rastatt mit der neuen Lafette auszurüsten. Für seine Verdienste wurde Liel am 21. August 1840 in den erblichen bayerischen Adelsstand erhoben, die Eintragung in die Adelsmatrikel des Königreichs Bayern erfolgte am 22. Oktober 1840.
Der Generalquartiermeister Carl von Baur ernannte ihn zu seinem Adjutanten. Als solcher begleitete ihn Liel bei zahlreichen Auslandsreisen. 1844 wurde er zum Major und 1848 zum Oberstleutnant befördert. Im gleichen Jahr gehörte er zur Zeit der Provisorischen Zentralgewalt zum Vorstand der Heeresorganisationsabteilung beim Reichskriegsministerium in Frankfurt am Main. Während des Feldzuges in Hessen und Baden 1849 war Liel Mitglied des Generalstabes des aus Bundestruppen bestehenden Neckar-Korps unter Führung des preußischen Generals Eduard von Peucker. Auf Vorschlag von Peucker erhielt Liel den Roten Adlerorden III. Klasse mit Schwertern als Anerkennung für seine geleistete Arbeit.
Im Oktober 1850 übernahm Liel die Aufgabe eines Militärbevollmächtigten bei der Bundesmilitärkommission, ein Amt, das er bis zur Wiedereinsetzung von Joseph von Xylander 1851 ausübte. Er wurde in den Generalquartiermeisterstab zurückversetzt und 1852 zum Oberst befördert. Nach dem Tod von Xylander wurde ihm von 1854 bis 1863 erneut das Amt des Militärbevollmächtigten übertragen. 1856 erfolgte seine Beförderung zum Generalmajor. Nach einer Pulverexplosion im November 1857 in der Bundesfestung Mainz, befahl Liel eine sofortige Auslagerung der noch vorhandenen Pulver- und Munitionsvorräte. Für sein schnelles Eingreifen erhielt er noch im gleichen Jahr das Komturkreuz II. Klasse des Ordens Philipps des Großmütigen. Für seine langjährige Tätigkeit in der Bundesmilitärkommission wurde er von Kaiser Franz Joseph I. mit dem Orden der Eisernen Krone I. Klasse ausgezeichnet.
Nach dem Tod von Kriegsminister Moriz von Spies fiel die Wahl bei einer Neubesetzung der Stelle auf Liel. Am 1. März 1863 wurde er zum ordentlichen Staatsrat und Kriegsminister ernannt. Das Ministerium konnte er nur wenige Monate führen, da er schwer erkrankte. Die Umsetzung der von ihm geplanten umfassenden Heeresreform erlebte er nicht mehr. Um eine Besserung seines Gesundheitszustandes herbei zuführen unternahm er einen Erholungsurlaub nach Badenweiler, wo er am 7. August 1863 im Alter von 64 Jahren verstarb. Sein Leichnam wurde nach München überführt und auf dem dortigen Waldfriedhof unter großer Anteilnahme bestattet.
Liel stiftete die Summe von 2000 Gulden, von deren Zinsen alljährlich bedürftige Militärwaisenkinder unterstützt wurden. Ein Teil seines schriftlichen Nachlasses mit einer Laufzeit von 1848 bis 1849 befindet sich im Bundesarchiv Standort Berlin. Der Bestand mit der Signatur FSG 1/15 beinhaltet Handakten zur Wehrverfassung.

### Familie
Liel heiratete in erster Ehe am 12. März 1833 in Landau in der Pfalz Elisabeth von Braun (1813–1838), die Tochter des bayerischen Generalleutnants von Braun. Der Sohn Franz von Liel (1834–1924) wurde Gutsbesitzer in Ising. Er ehelichte am 20. November 1865 in München Marie von Löeweneck (1847–1911), mit der er zwei Söhne und eine Tochter hatte.
Nach dem Tod seiner Frau heiratete Liel am 12. Oktober 1855 in Frankfurt am Main Gustava von Langen (1821–1886), die Tochter des Frankfurter Polizeikommissars Friedrich von Langen (1783–1847) und Enkelin des salm-kyrburgischen Regierungs- und Kammerpräsidenten Ludwig von Welling. Diese Ehe blieb kinderlos.